# Greenspond
Greenspond es un pueblo canadiense situado en la provincia de Terranova y Labrador.

## Superficie
Greenspond tiene una superficie de 2,75 km².

## Demografía
En 2021, tenía 257 habitantes, una densidad poblacional de 93,3 hab./km², y 177 viviendas.